# Yamaha Banshee
Yamaha Banshee es un cuatriciclo producido por la empresa Yamaha.

## Yamaha YFZ Banshee 350 cc
El Banshee 350 está equipado de un motor bicilíndrico de dos tiempos de 350 cm³ y un sistema de suspensión sólida.

## Historia
El Banshee nació en el año 1987. Fue uno de los primeros ATV que salió al mercado catalogado como deportivo, tras una dura lucha por parte de Suzuki contra las leyes estadounidenses, las cuales desfavorecían este tipo de vehículos. En concreto, desfavorecían a los triciclos, sustentando una alta peligrosidad motivada por el diseño, con claras tendencias a la inestabilidad y un elevado índice de víctimas en accidentes adjudicados a estos vehículos. 
Las sentencias multimillonarias en contra de Suzuki y las polémicas que suscitaban estos hechos por aquel entonces, llevaron a que se prohibiese la fabricación de triciclos.
Yamaha comenzó a fabricar otro tipo de vehículos, con cuatro ruedas, mucho más estables, disfrazados como quads para uso puramente rústico y de ocio, aparentemente "inofensivos". Pero pronto empezaron a despuntar los más puristas, aquellos que empezaban a hacer injertos y modificaciones hasta convertir sus quads en vehículos con características y potenciales asombrosos. 
Mientras Honda presentaba su quad TRX-250R (ATV equipado con la planta impulsora del CR250R), Yamaha tenía en su catálogo el Banshee. Este quad contaba con el motor descendiente de las RD-350, bicilíndrico de dos tiempos y de gran fama entre los aficionados de la época al heredar las características del TZ-250, puramente de competición.
Entre las modificaciones que presentaba la planta impulsora, destacan la supresión de las válvulas de escape, con lo cual se quita al motor la recuperación en baja; retoques en la distribución y encendido, así como la incorporación de pistones más planos, que modificaban la relación de compresión. 
El Banshee salió al mercado con una mecánica "limitada" a unos 50 CV (teniendo en cuenta que la RD350 rendía por entonces unos 63 CV, y algo más las de producción brasileña). Poca fue la evolución en los más de 20 años que duró su trayectoria. 
Lo más destacable sería la incorporación de doble trapecio en el tren delantero, el cambio de colores en sus carenados/chasis y una gráfica con nuevos diseños.

## Ficha técnica
- Motor: bicilindrico 349 cm³ ; refrigerado por líquido. 2 tiempos
- Arranque: pedal
- Capacidad de combustible: 12 L
- Capacidad de aceite: 1,7 L
- Transmisión: 6 velocidades
- Longitud: 1,85 m
- Ancho: 1,01 m
- Alto:  1,08 m
- Potencia: 42